# Henri Moine
Pour les articles homonymes, voir Moine.
Henri Moine, né le 22 mars 1921 à Dezize-lès-Maranges et mort le 10 mars 2017 à Beaune, est un homme politique français.

## Biographie
Né en 1921 à Dezize-lès-Maranges, en Saône-et-Loire, Henri Moine, docteur vétérinaire (Alfort 1944), s'installe à Beaune dès 1946. Après avoir été conseiller municipal, il est élu maire de Beaune en 1968, et président des Hospices de Beaune, les postes étant liés. Il le reste jusqu'en 1995. Suppléant du député Jean-Philippe Lecat, il  devient député de la Côte-d’Or en 1972 lorsque celui-ci entre au gouvernement. Il démissionne en 1973[précision nécessaire] pour permettre à Jean-Philippe Lecat de retrouver son poste de député, avant que celui-ci n'entre de nouveau au gouvernement. Il reste cette fois-ci député jusqu'à la fin de la législature, en 1978.  Il a également été conseiller général de Beaune-Sud de 1976 à 2001.
Profitant de sa semi-retraite, il a rédigé et publié en 1997 Un quart de siècle de vente des vins aux Hospices de Beaune. Il meurt à Beaune le 10 mars 2017 à l'âge de 95 ans.

## Détail des fonctions et des mandats
Mandats parlementaires
- 17 juin 1972 - 1er avril 1973
- 13 mai 1973 - 4 octobre 1974 : Député de la 3e circonscription de la Côte-d'Or

Mandats locaux
- 1968 - 1995 : Maire de Beaune
- 1976 - 2001 : Conseiller général de Beaune Sud

## Publications
- Henri Moine, Un quart de siècle de vente des vins aux Hospices de Beaune, Assimil, 1997 (ISBN 978-2-87802-307-7)